# مصري في لبنان (فلم)
مصري في لبنان هو فيلمٌ مصريٌ أُنتج عام 1952.

## قصة الفيلم
شاعرٌ مصريٌ يحب إحدى الراقصات، لكنه لا تبادله الحب، بل إنها ترتبط بغيره للتخلص منه. يُصاب الشاعر بصدمةٍ نفسيةٍ، فينصحه الطبيب بأن يساف إلى لبنان.
في لبنان يقيم بأحد الفنادق، ويلتقي بفتاة جميلة، ثم يحُبها، لكنه يكتشف فيما بعد أنها ابنة صاحب الفندق الذي يُقيم به.

## أغاني الفيلم
في الفيلم ست أغان، هي:
| الأغنية        | الملحن          | المؤلف          |
| -------------- | --------------- | --------------- |
| مصر يا مصري    | محمد القصبجي    | صالح جودت       |
| يا اللي السعد  | محمد القصبجي    | صالح جودت       |
| خطوة بخطوة     | محمد القصبجي    | صالح جودت       |
| اسقي الحب      | رياض السنباطي   | صالح جودت       |
| الزهور         | أحمد صدقي       | صالح جودت       |
| لبنان ما أجملك | عبد الغني الشيخ | عبد الغني الشيخ |

## وصلات خارجية
- مقالات تستعمل روابط فنية بلا صلة مع ويكي بيانات
- مصري في لبنان على الدهليز
- مصري في لبنان على كاروهات